# 普里耶尔 (德塞夫勒省)
普里耶尔（法語：Priaires，法語發音：[pʁijɛʁ]）是法国德塞夫勒省的一个旧市镇，属于尼奥尔区。2019年，普里耶尔与临近的2个市镇合并为新市镇瓦勒迪米尼翁。

## 地理
普里耶尔（46°8'31"N, 0°36'24"W）面积6.84 平方千米，位于法国新阿基坦大区德塞夫勒省，该省份为法国西部内陆省份，北起曼恩-卢瓦尔省，西接旺代省，南至夏朗德省和滨海夏朗德省，东临维埃纳省。
与普里耶尔接壤的市镇（或旧市镇、城区）包括：米尼翁河畔德伊、马尔赛、圣萨蒂南迪布瓦、米尼翁河畔托里尼、于索。

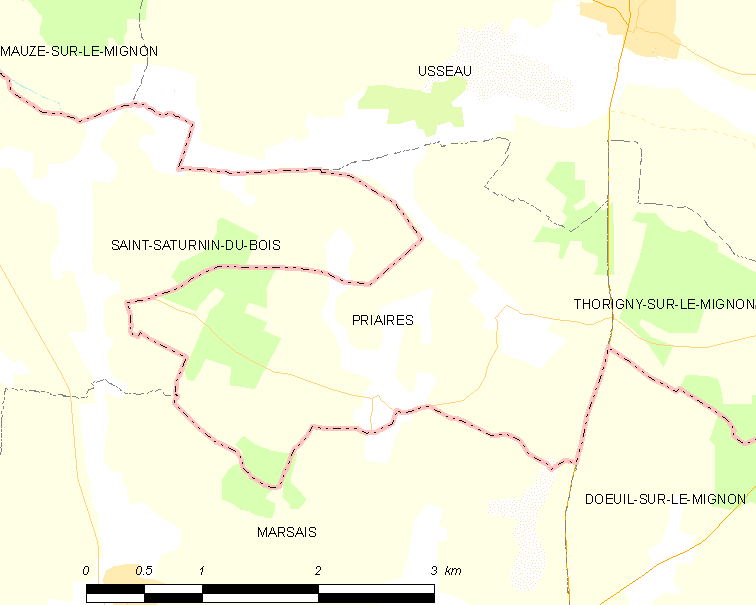
的OSM定位图

普里耶尔的时区为UTC+01:00、UTC+02:00（夏令时）。

## 行政
普里耶尔的邮政编码为79210，INSEE市镇编码为79219。

## 政治
普里耶尔所属的省级选区为米尼翁-布托讷县。

## 人口

1962-2008年间人口变化图示

普里耶尔于2018年1月1日时的人口数量为117人。